# Добревци (област Велико Търново)
Вижте пояснителната страница за други значения на Добревци.
Добревци е село в Северна България. То се намира в община Елена, област Велико Търново.

## География
Село Добревци се намира в планински район,
на 15 km западно от град Елена по протежението на Стара планина. Разположено по северните склонове на планината.

## История
Началото на селището датира от 1186 година, когато първите заселници са основали новото селище. През 1978 г. поради изселване на махала Липов рът, е присъединено към Добревци.
Сега мястото се състои от няколко махали – Бъждари, Дрента, Горни край, Косевци, Багалевци.

## Редовни събития
- 1 януари – Нова година
- 3 март – Ден на Освобождението на България от османско владичество
- 1 май – Ден на труда
- 6 май – Гергьовден, Ден на храбростта и празник на Българската армия
- 24 май – Ден на българската просвета и култура и на славянската писменост
- 6 септември – Ден на Съединението на България
- 22 септември – Ден на Независимостта на България
- 1 ноември – Ден на народните будители – неприсъствен за всички учебни заведения
- 24 декември – Бъдни вечер
- 25 и 26 декември – Коледа, Рождество Христово